# Brześć Kujawski (stacja kolejowa)
Brześć Kujawski – zlikwidowana wąskotorowa stacja kolejowa w Brześciu Kujawskim, w gminie Brześć Kujawski, w powiecie włocławskim, w województwie kujawsko-pomorskim, w Polsce. Została wybudowana w 1907 roku razem z linią kolejową z Brześcia Kujawskiego do Włocławka Wąskotorowego, liczącą 17 kilometrów, powstałą jako linia kolei cukrowni Brześć Kujawski.